# Ryan Hunter
Ryan Hunter (North Bay, 1º aprile 1995) è un giocatore di football americano canadese che milita nel ruolo di offensive guard per i Toronto Argonauts della Canadian Football League (CFL).

## Carriera

### Kansas City Chiefs
Dopo non essere stato scelto nel Draft NFL 2018, Hunter firmò con i Kansas City Chiefs. La sua prima stagione la trascorse interamente nella squadra di allenamento. Nel 2019 fu promosso nel roster attivo. Dopo una sconfitta, i Chiefs svincolarono Hunter, facendogli rifirmare poco dopo per la squadra di allenamento. Fu nuovamente promosso nel roster attivo e concluse la stagione con 3 presenze, nessuna delle quali come titolare. Nei playoff non scese mai in campo, con i Chiefs che andarono a vincere il Super Bowl LIV contro i San Francisco 49ers per 31-20.

### Los Angeles Chargers
Il 1º ottobre 2020 Hunter firmò con i Los Angeles Chargers.

## Palmarès
- Super Bowl : 1

Kansas City Chiefs: LIV
- American Football Conference Championship: 1

Kansas City Chiefs: 2019